# Tigridosphaera globusmagicus
Tigridosphaera globusmagicus är en mångfotingart som först beskrevs av Jeekel 1951.  Tigridosphaera globusmagicus ingår i släktet Tigridosphaera och familjen Zephroniidae. Inga underarter finns listade i Catalogue of Life.